# 渡島知內站
渡島知內站（日语：／ Oshima-shiriuchi eki */?）是位於北海道上磯郡知内町字重内的北海道旅客鐵道（JR北海道）松前線的鐵路站。在1988年停用。此站與原知內站距離不近。

## 車站構造
島式月台，但只使用一面，1面1線，不可列車交會。

## 車站週邊
現時本站成為函館巴士知内出張所。
- 北海道道531號小谷石渡島知内停車場線・北海道道698號湯之里渡島知内停車場線
- 國道228號
- 知内町政廳
- 木古内警署知内派出所
- 知内郵局
- 知内站前簡單郵局
- 函館信用金庫知内分店
- 新函館農業協同組合（JA新函館）知内分店
- 北海道知内高等學校
- 知内町立知内中學

## 历史
- 1937年（昭和12年）10月12日 - 木古內站至本站開始營業，開設為日本國有鐵道之車站。一般站。
- 1938年（昭和13年）10月21日 - 本站至碁盤坂站(千軒站)開始營運，本站成為中途站。
- 1982年（昭和57年）11月15日 - 貨物起卸服務停止。
- 1984年（昭和59年）2月1日 - 行李起卸服務停止。
- 1986年（昭和61年）11月1日 - 成為無人站。
- 1987年（昭和62年）4月1日 - 因國鐵分割民營化，本站成為北海道旅客鐵道的車站。
- 1988年（昭和63年）2月1日 - 松前線停運，本站也成為廢站。

## 相鄰車站
北海道旅客鐵道
松前線
森越－渡島知內－重內

## 相關項目
- 日本鐵路車站列表